# بويليس (باد كاليه)
بويليس، باد كاليه (بالفرنسية: Boyelles)‏ هي بلدية تقع في إقليم باد كاليه من منطقة نور با دو كاليه في شمال فرنسا. تبلغ مساحة هذه المدينة 4.25 (كم²)، وترتفع عن سطح البحر 79 م، يبلغ عدد سكانها 254 نسمة حسب إحصاء المعهد الوطني للإحصاء والدراسات الاقتصادية سنة 2009 م. وترأس Jean-Guy Lesage البلدية خلال فترة (2008-2014).